# Berrueces
Berrueces (auch: Berrueces de Campos) ist ein nordspanisches Dorf und Hauptort einer Gemeinde (municipio) mit 93 Einwohnern (Stand: 2024) in der Provinz Valladolid in der Autonomen Gemeinschaft Kastilien-León. 

## Lage und Klima
Berrueces liegt in der Region Tierra de Campos auf der kastilischen Hochebene in einer Höhe von ca. 770 m. Die Provinzhauptstadt Valladolid befindet sich mit ihrem Stadtzentrum etwa 55 Kilometer (Fahrtstrecke) südöstlich. 
Das Klima im Winter ist durchaus kalt, im Sommer dagegen warm bis heiß; die eher spärlichen Regenfälle (ca. 486 mm/Jahr) fallen überwiegend im Winterhalbjahr.

## Bevölkerungsentwicklung
| Jahr      | 1970 | 1981 | 1991 | 2001 | 2011 | 2021 |
| Einwohner | 282  | 158  | 126  | 105  | 118  | 102  |

## Sehenswürdigkeiten
- Peterskirche
- Marienkapelle